# Тиран-інка перуанський
Тира́н-і́нка перуанський (Leptopogon taczanowskii) — вид горобцеподібних птахів родини тиранових (Tyrannidae). Ендемік Перу. Вид названий на честь польського зоолога Владислава Тачановського (1819—1890).

## Опис
Довжина птаха становить 13 см. Верхня частина тіла переважно оливкова, крила чорнуваті і коричнюваті. Груди темно-охристо-оликові, решта нижньої частини тіла жовта. Горло сіре, обличчя білувате, тім'я сіре.

## Поширення і екологія
Перуанські тирани-інки мешкають на східних схилах Перуанських Анд, від Амазонаса і Сан-Мартіна на південь до Куско. Вони живуть в підлуску вологих гірських і хмарних лісів. Зустрічаються на висоті від 1400 до 2900 м над рівнем моря, переважно на висоті понад 2000 м над рівнем моря.

## Збереження
МСОП класифікує стан збереження цього виду як близький до загрозливого. Перуанським тиранам-інкам загрожує знищення природного середовща.